# Дискография Stone Sour
Дискография американской группы Stone Sour, играющей в жанре альтернативный метал, состоит из шести студийных альбомов, трёх демо-альбомов, одного концертного альбома и пятнадцати синглов. Также группа выпустила пятнадцать видеоклипов.
Группа Stone Sour была образована в Де-Мойне, Айова, в 1992 году и включает в себя вокалиста Кори Тейлора, гитаристов Джеймса Рута и Джоша Рэнда, а также барабанщика Роя Майоргу, заменившего в 2006 году барабанщика из первоначального состава Джоэля Экмана.
Практически с самого основания в группе на месте бас-гитариста играл Шон Экономаки, но в 2011 году он покинул Stone Sour. На данный момент группа не имеет постоянного басиста, и пользуется услугами сессионных музыкантов.
Группа неоднократно номинировалась на премию «Грэмми».

## Студийные альбомы
| Название                                                                           | Описание альбома                                                                | Позиция в чартах | Позиция в чартах | Позиция в чартах | Позиция в чартах | Позиция в чартах | Позиция в чартах | Позиция в чартах | Позиция в чартах | Позиция в чартах | Позиция в чартах | Сертификация              |
| Название                                                                           | Описание альбома                                                                | США              | АВТ              | ФРА              | ГЕР              | ИРЛ              | НИД              | НЗ               | ШВЕ              | ШВА              | ВЕЛ              | Сертификация              |
| ---------------------------------------------------------------------------------- | ------------------------------------------------------------------------------- | ---------------- | ---------------- | ---------------- | ---------------- | ---------------- | ---------------- | ---------------- | ---------------- | ---------------- | ---------------- | ------------------------- |
| Stone Sour                                                                         | - Выпущен: 27 августа 2002 - Лейбл: Roadrunner Records - Формат: CD, LP, МК, ЦД | 46               | —                | 131              | 94               | —                | —                | —                | —                | —                | 41               | RIAA: Золото BPI: Серебро |
| Come What(ever) May                                                                | - Выпущен: 1 августа 2006 - Лейбл: Roadrunner Records - Формат: CD, LP, МК, ЦД  | 4                | 21               | 56               | 18               | 33               | 33               | 31               | 30               | 25               | 27               | RIAA: Платина BPI: Золото |
| Audio Secrecy                                                                      | - Выпущен: 7 сентября 2010 - Лейбл: Roadrunner Records - Формат: CD, LP, ЦД     | 6                | 6                | 29               | 3                | 19               | 16               | 12               | 10               | 7                | 6                | BPI: Серебро              |
| House of Gold and Bones Part 1                                                     | - Выпущен: 23 октября 2012 - Лейбл: Roadrunner Records - Формат: CD, LP, ЦД     | 7                | 13               | 58               | 7                | 30               | 30               | 12               | 12               | 8                | 13               |                           |
| House of Gold and Bones Part 2                                                     | - Выпущен: 9 апреля 2013 - Лейбл: Roadrunner Records - Формат: CD, LP, ЦД       | 10               | 4                | 71               | 3                | 49               | 47               | 6                | 25               | 6                | 11               |                           |
| Hydrograd                                                                          | - Выпущен: 30 июня 2017 - Лейбл: Roadrunner - Формат:CD, LP, ЦД                 | 8                | 2                | 97               | 4                | 42               | 40               | 6                | 34               | 4                | 5                |                           |
| «—» означает, что альбом либо не попал в чарты, либо не был издан в данной стране. |                                                                                 |                  |                  |                  |                  |                  |                  |                  |                  |                  |                  |                           |

## EP
| Название                                                                           | Описание альбома                                               | Позиция в чартах |
| Название                                                                           | Описание альбома                                               | US               |
| ---------------------------------------------------------------------------------- | -------------------------------------------------------------- | ---------------- |
| Meanwhile in Burbank...                                                            | - Выпущен: 18 апреля 2015 - Лейбл: Roadrunner - Формат: LP, ЦД | 78               |
| Straight Outta Burbank                                                             | - Выпущен: 27 ноября 2015 - Лейбл: Roadrunner - Формат: LP, ЦД | —                |
| Hydrograd Acoustic Sessions                                                        | - Выпущен: 21 апреля 2018 - Лейбл: Roadrunner - Формат: LP, ЦД | —                |
| «—» означает, что альбом либо не попал в чарты, либо не был издан в данной стране. |                                                                |                  |

## Концертные альбомы
| Название                           | Описание               | Позиция в чарте | Позиция в чарте | Позиция в чарте | Позиция в чарте | Позиция в чарте | Позиция в чарте | Позиция в чарте | Позиция в чарте | Позиция в чарте | Позиция в чарте | Лейбл              |
| Название                           | Описание               | США             | АВТ             | ФРА             | ГЕР             | ИРЛ             | НИД             | НЗ              | ШВЕ             | ШВА             | ВЕЛ             | Лейбл              |
| ---------------------------------- | ---------------------- | --------------- | --------------- | --------------- | --------------- | --------------- | --------------- | --------------- | --------------- | --------------- | --------------- | ------------------ |
| Live In Moscow                     | Релиз: 14 августа 2007 | —               | —               | —               | —               | —               | —               | —               | —               | —               | —               | Roadrunner Records |
| Hello, You Bastards (Live In Reno) | Релиз: 13 декабря 2019 | —               | —               | —               | —               | —               | —               | —               | —               | —               | —               | Cooking Vinyl      |

## Синглы
| Название                                                                          | Год  | Позиция в чарте | Позиция в чарте | Позиция в чарте | Позиция в чарте | Позиция в чарте | Позиция в чарте | Позиция в чарте | Позиция в чарте | Позиция в чарте | Позиция в чарте | Альбом                         |
| Название                                                                          | Год  | US              | Adult           | Alt.            | Main.Rock       | AUS             | BEL             | GER             | NLD             | NZ              | UK              | Альбом                         |
| --------------------------------------------------------------------------------- | ---- | --------------- | --------------- | --------------- | --------------- | --------------- | --------------- | --------------- | --------------- | --------------- | --------------- | ------------------------------ |
| «Get Inside»                                                                      | 2002 | —               | —               | —               | —               | —               | —               | —               | —               | —               | —               | Stone Sour                     |
| «Bother»                                                                          | 2002 | 56              | 27              | 4               | 2               | 41              | 42              | —               | 40              | 43              | 28              | Stone Sour                     |
| «Inhale»                                                                          | 2003 | —               | —               | —               | 18              | —               | —               | —               | —               | —               | 63              | Stone Sour                     |
| «30/30-150»                                                                       | 2006 | —               | —               | —               | —               | —               | —               | —               | —               | —               | —               | Come What(ever) May            |
| «Through Glass»                                                                   | 2006 | 39              | 12              | 2               | 1               | —               | —               | 95              | 32              | 37              | 98              | Come What(ever) May            |
| «Sillyworld»                                                                      | 2006 | —               | —               | 21              | 2               | —               | —               | —               | —               | —               | —               | Come What(ever) May            |
| «Made of Scars»                                                                   | 2007 | —               | —               | —               | 12              | —               | —               | —               | —               | —               | —               | Come What(ever) May            |
| «Zzyzx Rd.»                                                                       | 2007 | —               | —               | —               | 29              | —               | —               | —               | —               | —               | —               | Come What(ever) May            |
| «Mission Statement»                                                               | 2010 | —               | —               | —               | —               | —               | —               | —               | —               | —               | —               | Audio Secrecy                  |
| «Say You'll Haunt Me»                                                             | 2010 | 110             | —               | 8               | 1               | —               | —               | —               | —               | —               | 198             | Audio Secrecy                  |
| «Digital (Did You Tell)»                                                          | 2010 | —               | —               | —               | 14              | —               | —               | —               | —               | —               | —               | Audio Secrecy                  |
| «Hesitate»                                                                        | 2010 | —               | 25              | 32              | 6               | —               | —               | —               | —               | —               | —               | Audio Secrecy                  |
| «Gone Sovereign»                                                                  | 2012 | —               | —               | —               | —               | —               | —               | —               | —               | —               | —               | House of Gold & Bones – Part 1 |
| «Absolute Zero»                                                                   | 2012 | —               | —               | 28              | 2               | —               | —               | —               | —               | —               | —               | House of Gold & Bones – Part 1 |
| «RU486»                                                                           | 2012 | —               | —               | —               | —               | —               | —               | —               | —               | —               | —               | House of Gold & Bones – Part 1 |
| «Do Me a Favor»                                                                   | 2013 | —               | —               | —               | 4               | —               | —               | —               | —               | —               | —               | House of Gold & Bones – Part 2 |
| «The Dark»                                                                        | 2015 | —               | —               | —               | —               | —               | —               | —               | —               | —               | —               | Fear Clinic soundtrack         |
| «Fabuless»                                                                        | 2017 | —               | —               | —               | —               | —               | —               | —               | —               | —               | —               | Hydrograd                      |
| «Song #3»                                                                         | 2017 | —               | —               | —               | 1               | —               | —               | —               | —               | —               | —               | Hydrograd                      |
| «Taipei Person/Allah Tea»                                                         | 2017 | —               | —               | —               | —               | —               | —               | —               | —               | —               | —               | Hydrograd                      |
| «Burn One Turn One»                                                               | 2018 | —               | —               | —               | —               | —               | —               | —               | —               | —               | —               | Hydrograd                      |
| «Whiplash Pants»                                                                  | 2019 | —               | —               | —               | —               | —               | —               | —               | —               | —               | —               | Hydrograd                      |
| «—» означает, что сингл либо не попал в чарты, либо не был издан в данной стране. |      |                 |                 |                 |                 |                 |                 |                 |                 |                 |                 |                                |

## Видеоклипы
| Год  | Песня                                                 | Режиссёр(ы)                   |
| ---- | ----------------------------------------------------- | ----------------------------- |
| 2002 | «Get Inside»                                          | Хал Картер                    |
| 2002 | «Bother»                                              | Грэгори Дарк                  |
| 2003 | «Inhale»                                              | Грэгори Дарк и Кори Тейлор    |
| 2006 | «Reborn»                                              | неизвестно                    |
| 2006 | «30/30-150»                                           | Пол Браун                     |
| 2006 | «Through Glass»                                       | Тони Петросьян                |
| 2007 | «Sillyworld»                                          | Дэвид Бруча                   |
| 2007 | «Made of Scars»                                       | Даг Спэндженберг              |
| 2009 | «Bother» (live)                                       | неизвестно                    |
| 2010 | «Say You’ll Haunt Me»                                 | Пол Браун                     |
| 2010 | «Digital (Did You Tell)»                              | Пол Браун                     |
| 2010 | «Hesitate»                                            | Пол Браун и The Beta Movement |
| 2012 | «Gone Sovereign»                                      | Пол Браун                     |
| 2012 | «Absolute Zero»                                       | Пол Браун                     |
| 2013 | «Do Me a Favor»                                       | Фил Муччи                     |
| 2013 | «Tired»                                               | неизвестно                    |
| 2015 | «The Dark»                                            | неизвестно                    |
| 2016 | «Zzyzx Rd.»                                           | Макс Мур                      |
| 2017 | «Fabuless»                                            | П. Р. Браун                   |
| 2017 | «Song #3»                                             | Райан Валдез                  |
| 2017 | «Rose Red Violent Blue (This Song Is Dumb & So Am I)» | Райан Валдез                  |
| 2018 | «St. Marie»                                           | Марк Класфельд                |
| 2018 | «Knievel Has Landed»                                  | неизвестно                    |
| 2019 | «Whiplash Pants»                                      | неизвестно                    |

## Другие релизы
| Название        | Год  | Альбом                                     |
| --------------- | ---- | ------------------------------------------ |
| «The Pessimist» | 2011 | Transformers: Dark of the Moon — The Album |